# Lappula tadshikorum
Lappula tadshikorum är en strävbladig växtart som beskrevs av Mikhail Grigoríevič Popov. Lappula tadshikorum ingår i släktet piggfrön, och familjen strävbladiga växter. Inga underarter finns listade i Catalogue of Life.